# Fiesta de la Gaita Cántabra
La Fiesta de la Gaita Cántabra es un certamen de tipo folclórico organizada anualmente desde 2003 por el Ayuntamiento de Val de San Vicente con la colaboración  de la Consejería de Cultura del Gobierno de Cantabria. Su objetivo es extender el uso de dicho instrumento, y en él participan gaiteros de toda Cantabria, pudiendo optar a distintos premios. Tiene lugar en la localidad de Unquera.
En la octava edición (2010), el Ayuntamiento prescindió de la habitual colaboración de ADIC en los actos celebrados en Unquera, por lo que esta asociación organizó una fiesta similar en Comillas y por tanto se celebraron dos fiestas de forma paralela en las citadas localidades. A partir de 2011, la celebración organizada por ADIC en Comillas fue denominada Cantabria Gaitera: Fiesta de la Cultura Popular; sin embargo, este festejo no tuvo continuidad en el tiempo.